# Álvaro Corrada del Río
Álvaro Corrada del Rio SJ (Santurce, Porto Rico, 13 de maio de 1942) é um ministro porto-riquenho e bispo católico romano emérito de Mayagüez.
Álvaro Corrada del Rio entrou na ordem jesuíta e recebeu o Sacramento da Ordem em 6 de julho de 1974 do Bispo de Arecibo, Miguel Rodríguez Rodríguez CSsR.
Em 31 de maio de 1985, o Papa João Paulo II o nomeou Bispo Titular de Rusticiana e Bispo Auxiliar em Washington. O arcebispo de Washington, James Aloysius Hickey, o consagrou bispo em 4 de agosto do mesmo ano; Co-consagradores foram os bispos auxiliares em Washington, Thomas William Lyons e Eugene Antonio Marino SSJ. Em 5 de julho de 1997, Álvaro Corrada del Rio foi nomeado Administrador Apostólico de Caguas.
Ele foi nomeado bispo de Tyler em 5 de dezembro de 2000 e foi empossado em 30 de janeiro do ano seguinte. Em 6 de julho de 2011, o Papa Bento XVI o nomeou Bispo de Mayagüez e foi empossado em setembro de 2011 do mesmo ano. Ele continuou a administrar a Diocese de Tyler como Administrador Apostólico até a ordenação episcopal de seu sucessor em 28 de novembro de 2012.
O Papa Francisco aceitou sua aposentadoria em 9 de maio de 2020. Corrada del Rio é o administrador apostólico da diocese vaga de Arecibo desde 9 de março de 2022.